# Barritus
Barritus [barrītūs]  ist ein seit dem 1. Jahrhundert schriftlich belegter Schlachtgesang germanischer Stämme. Publius Cornelius Tacitus beschreibt den Barritus in seiner Germania (3, 1 als barditus).

## Schreibweise und Etymologie
Barritus, Baritus und Barditus liegen als verschiedene Schreibweisen vor.
Das Wort ist wahrscheinlich germanischen Ursprungs und wurde als Lehnwort in das Lateinische übernommen. Wahrscheinlich hat sich das Wort Barditus aus dem 1. Jahrhundert zum Barritus des 4. Jahrhunderts verändert. Eine allgemein befriedigende Erklärung des Wortes ist noch nicht gegeben. Es besteht die Deutung als „Schildgesang“ abgeleitet von altnordisch bardi = Schild oder die Deutung als „Bartweise“ (das Brummen in den Bart) als die Nachahmung der Donnerstimme des Gottes Donar.

## Schlachtgesang
Der Barritus eröffnet die Schlacht und soll der eigenen Seite Mut machen und den Gegner erschrecken und einschüchtern.  Der Schlachtgesang wird von der gesamten Armee angestimmt und beginnt mit an den Mund gehaltenen Schilden leise murmelnd, prallt vom Schild zurück und steigert sich dann zu lautem Donnern.

„Es beginnt mit einem schwachen Summen, verstärkt sich dann allmählich, wie das Brausen der Meereswogen, die gegen Klippen branden“

Die Tonlage schwillt von tiefen zu hohen Tönen an. Nach der Beschreibung des Tacitus handelt es sich um einen liederartigen Schlachtgesang mit Inhalt. Tacitus rückt den Schlachtgesang in eine religiöse Verbindung zu Herkules. Nach der Interpretatio Romana lässt sich aus „Herkules“ Donar / Thor ableiten. Je nach der Stärke des Barritus erschrickt und verängstigt er den Gegner und entflammt den eigenen Mut oder zeugt von eigener Schwäche und fehlender eigener Zuversicht. Die Stärke des Barritus kann so den Ausgang der Schlacht vorhersagen.
Die Technik des Barritus wurde später auch über germanische Hilfstruppen in der Römischen Armee populär. Ammianus Marcellinus beschreibt den Barritus im 4. Jahrhundert als typisch für germanische Hilfstruppen. Vegetius beschreibt die Technik im 4. Jahrhundert als Standard der römischen Armee zur Eröffnung der Schlacht. Er empfiehlt den Barritus grundsätzlich erst unmittelbar vor dem Aufeinandertreffen der Schlachtreihen einzusetzen, da ein zu früher Barritus seine Wirkung verfehlt. Nach den Beschreibungen von Ammianus Marcellinus und Flavius Vegetius Renatus scheint es, als habe sich im 4. Jahrhundert der Barritus als Schlachtgesang in der Römischen Armee zu einem eher einfachen Schlachtruf gewandelt.
In der späten römischen Armee war die germanische Hilfstruppe (Auxilia palatina) der Cornuti für ihren Barritus berühmt. Die Cornuti sind vom 4. bis 5. Jahrhundert dokumentiert. Ihr Barritus bestand aus Schlachtgesang und Tanzschritten.